# Greta Small
Pour les articles homonymes, voir Small.
Greta Small est une skieuse alpine australienne, née le 16 octobre 1995 à Wangaratta.

## Biographie
En 2014, alors âgée de 18 ans, elle prend part aux Jeux olympiques de Sotchi où elle court les cinq épreuves. Elle se classe 15e du super combiné, 29e de la descente, 41e du slalom géant, 31e du slalom et ne finit pas le super G.
Aux Jeux olympiques d'hiver de 2018, elle est 20e de la descente, 31e du super G et abandonne le combiné.
En Coupe du monde qu'elle fréquente depuis fin 2013, elle marque ses premiers points en mars 2015 avec une 25e place au super combiné de Bansko. Son meilleur résultat est une 22e place en 2019.

## Palmarès

### Jeux olympiques
| Édition / Épreuve   | Descente | Super G | Slalom géant | Slalom | Combiné |
| ------------------- | -------- | ------- | ------------ | ------ | ------- |
| JO 2014 Sotchi      | 29e      | Abandon | 41e          | 31e    | 15e     |
| JO 2018 Pyeongchang | 20e      | 31e     |              |        | Abandon |

### Championnats du monde
| Épreuve / Édition | Schladming 2013 | Beaver Creek 2015 | Åre 2019 |
| Descente          | 33e             | 33e               | 30e      |
| Super G           |                 | 29e               | 25e      |
| Slalom géant      | 45e             | 36e               |          |
| Slalom            | 45e             | Abandon           |          |
| Combiné           | 25e             | 18e               | 20e      |

### Coupe du monde
- Meilleur classement général : 110e en 2015.
- Meilleur résultat : 22e.

| Année/Classement | Général | Général | Descente | Descente | Slalom | Slalom | Slalom géant | Slalom géant | Super G | Super G | Combiné | Combiné |
| Année/Classement | Class.  | Points  | Class.   | Points   | Class. | Points | Class.       | Points       | Class.  | Points  | Class.  | Points  |
| ---------------- | ------- | ------- | -------- | -------- | ------ | ------ | ------------ | ------------ | ------- | ------- | ------- | ------- |
| 2015             | 110e    | 6       | -        | -        | -      | -      | -            | -            | -       | -       | 25e     | 6       |
| 2019             | 117e    | 9       | -        | -        | -      | -      | -            | -            | -       | -       | 22e     | 9       |

### Championnats d'Australie
- Championne du slalom géant en 2011 et 2012.
- Championne du slalom en 2011 et 2012.